# Cesare Magati

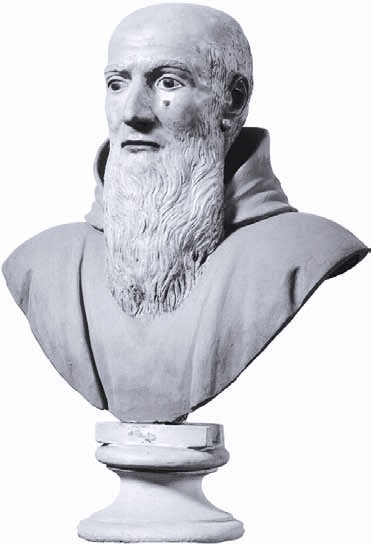
Cesare Magati

Cesare Magati oder Caesar Magatus (* 14. Juli 1577 in Scandiano; † 9. September 1647 in Bologna) war ein italienischer Arzt und Medizinprofessor. Er ist vor allem aus seinem Buch De rara medicatione Vulnerum (1616) bekannt, in dem er die Idee natürlicher Prozesse in der Wundheilung propagierte. 1618 trat er dem Kapuzinerorden bei und nahm im folgenden Jahr den Namen Padre Liberato da Scandiano an.

## Leben
Magati wurde in Scandiano, Reggio nell’Emilia, in der Landbesitzerfamilie von Giorgio und Laura Mattacoda geboren. Ein Bruder, Giovanni Battista, wurde Arzt, während eine Schwester die Großmutter von Antonio Vallisneri wurde. Er studierte in Padua und ab 1596 Medizin an der Universität Bologna. Nach seinem Abschluss im Jahr 1597 arbeitete er am Krankenhaus Santa Maria della Consolazione in Rom. Er wurde von den Lehren von Flaminio Rota, Giulio Cesare Claudini und Giovanni Battista Cortese beeinflusst. Anschließend legte er die Prüfung des College of Physicians ab und wurde Chirurg am Krankenhaus von Santa Anna. Anschließend kehrte er nach Scandiano zurück und wurde um 1612 durch den Einfluss von Marquis Enzio Bentivoglio Dozent für Chirurgie in Ferrara. 1618 erkrankte er schwer und gab die Lehrtätigkeit auf. Er trat 1618 als Laienbruder dem Kapuzinerorden bei und legte im folgenden Jahr in Ravenna unter dem Namen Padre Liberato da Scandiano seine Gelübde ab. Er praktizierte weiterhin Medizin für das Haus Este.
1647 wurde Magati in Bologna wegen Gallensteinen operiert und starb drei Tage nach der Operation.
Cesare Magati vertrat, insbesondere in Bezug auf die Behandlung von Wunden lediglich mit lockeren Leinenverbänden, die Ansicht, dass weder der Arzt noch seine Arznei heile, sondern die Natur, die Fleisch und Knochen neu bilde, das Blut gerinnen und Sekrete abfließen lasse.